# 18238 Frankshu
18238 Frankshu (1241 T-2) là một tiểu hành tinh vành đai chính được phát hiện ngày 29 tháng 9 năm 1973 bởi Cornelis Johannes van Houten và Ingrid van Houten-Groeneveld. Nó được đặt theo tên astrophysicist Frank Shu.